# Сезан (Жер)
Сеза́н (фр. Cézan) — коммуна во Франции, находится в регионе Юг — Пиренеи. Департамент — Жер. Входит в состав кантона Флёранс. Округ коммуны — Кондом.
Код INSEE коммуны — 32102.

## География
Коммуна расположена приблизительно в 580 км к югу от Парижа, в 80 км западнее Тулузы, в 20 км к северу от Оша.

## Климат
Климат умеренно-океанический. Лето жаркое и немного дождливое, температура часто превышает 35 °С. Зимой часто бывает отрицательная температура и ночные заморозки. Годовое количество осадков — 700—900 мм.

## Население
Население коммуны на 2010 год составляло 172 человека.
| 1962 | 1968 | 1975 | 1982 | 1990 | 1999 | 2010 |
| ---- | ---- | ---- | ---- | ---- | ---- | ---- |
| 206  | 203  | 165  | 152  | 158  | 150  | 172  |

## Администрация
| Период | Период | Фамилия      | Партия | Примечания |
| ------ | ------ | ------------ | ------ | ---------- |
| 2001   | 2008   | Амеде Сента  |        |            |
| 2008   | 2020   | Гольтье Дата |        |            |

## Экономика
В 2010 году среди 121 человека трудоспособного возраста (15-64 лет) 88 были экономически активными, 33 — неактивными (показатель активности — 72,7 %, в 1999 году было 63,8 %). Из 88 активных жителей работали 80 человек (45 мужчин и 35 женщин), безработных было 8 (2 мужчин и 6 женщин). Среди 33 неактивных 6 человек были учениками или студентами, 19 — пенсионерами, 8 были неактивными по другим причинам.